# Force of Habit
《Force of Habit》는 1992년 8월 25일, 캐피틀 레코드에 의해 발매된 미국의 스래시 메탈 밴드 엑소더스의 다섯 번째 스튜디오 음반이다. 이 음반의 사운드는 다소 느리고 실험적인 사운드에 초점을 맞춘 이 밴드의 이전 음반들에서 벗어난 것으로, 프로그레시브 메탈과 그루브 메탈의 혼합을 보여주었다. 많은 곡 제목들은 일반적인 표현의 인물들이다.
《Force of Habit》은 엑소더스가 1997년 라이브 음반 《Another Lesson in Violence》와 2004년 《Tempo of the Damned》까지 마지막 스튜디오 음반으로 두 번의 확장된 틈을 이어갔다. 이번 음반은 존 템페스타가 드럼에 참여한 엑소더스의 마지막 음반이며, 마이클 버틀러가 베이스에 참여한 유일한 음반이자 밴드의 이전 및 이후 발매된 모든 음반에 등장했던 들쭉날쭉한 "엑소더스" 로고가 없는 유일한 음반이기도 하다. 이후 2008년, 이너 슬리브를 포함한 오리지널 바이닐 발매와 비슷하게 한정판 미니 음반 패키지로 재발매되었다. 이 버전은 리마스터링되었으며 일본 발매의 보너스 트랙이 포함되어 있다. 《Force of Habit》은 또한 엑소더스가 커버곡을 하나 이상 포함한 두 번째이자 마지막 음반이기도 한다(다른 하나는 1989년의 《Fabulous Disaster》).

## 평가
| 전문가 평가                      | 전문가 평가 |
| 평가 점수                        | 평가 점수   |
| 출처                             | 점수        |
| -------------------------------- | ----------- |
| AllMusic                         | [ 5 ]       |
| Collector's Guide to Heavy Metal | 8/10        |

《Force of Habit》은 올뮤직의 로치 퍼리시엔으로부터 엇갈린 평가를 받았는데, 그는 "엑소더스는 속도를 한 단계 늦추고, 기타 레지스터를 떨어뜨리며, 채찍질하는 사람들에게 숨쉴 수 있는 작은 공간을 줍니다"라고 말했다. 기타리스트 게리 홀트는 《메탈 에볼루션》에서 《Force of Habit》이 가장 싫어하는 엑소더스 음반이라고 말했다. 마틴 포포프는 그의 《콜렉터즈 가이드 투 헤비 메탈》에서 템포가 느려진 것을 환영하며, 음반을 "지구를 뒤흔들 정도로 무겁다"고 표현했고, "보컬, 가사, 모든 것"이 크게 개선되었다고 설명했다.
음반의 엇갈린 반응과 엑소더스의 이전 세 음반이 그러했듯이 빌보드 200 차트에 오르지 못했음에도 불구하고, 〈Thorn in My Side〉와 〈Good Day to Die〉의 뮤직 비디오는 《헤드뱅저스 볼》이 MTV에서 상당한 분량의 방송을 받았다. 〈What's the Deal?〉은 1995년 《비비스 & 벗헤드》의 에피소드에 등장했다.

## 곡 목록
| #   | 제목                                  | 작사·작곡                                      | 재생 시간 |
| --- | ------------------------------------- | ---------------------------------------------- | --------- |
| 1.  | 〈Thorn in My Side〉                  | 게리 홀트, 스티브 소자                         | 4:06      |
| 2.  | 〈Me, Myself and I〉                  | 홀트, 릭 후놀트                                | 5:03      |
| 3.  | 〈Force of Habit〉                    | 홀트, 소자                                     | 4:19      |
| 4.  | 〈Bitch〉 (롤링 스톤스 커버)          | 믹 재거, 키스 리처즈                           | 2:48      |
| 5.  | 〈Fuel for the Fire〉                 | 홀트, 소자                                     | 6:04      |
| 6.  | 〈One Foot in the Grave〉             | 홀트                                           | 5:19      |
| 7.  | 〈Count Your Blessings〉              | 홀트, 후놀트                                   | 7:31      |
| 8.  | 〈Climb Before the Fall〉             | 홀트, 후놀트, 소자                             | 5:38      |
| 9.  | 〈Architect of Pain〉                 | 홀트                                           | 11:02     |
| 10. | 〈When It Rains It Pours〉            | 홀트                                           | 4:20      |
| 11. | 〈Good Day to Die〉                   | 홀트, 후놀트, 소자                             | 4:48      |
| 12. | 〈Pump It Up〉 (엘비스 코스텔로 커버) | 엘비스 코스텔로                                | 3:10      |
| 13. | 〈Feeding Time at the Zoo〉           | 마이클 버틀러, 홀트, 휴놀트, 소자, 존 템페스타 | 4:48      |